# 马兰站
马兰站（維吾爾語：مالەن پويىز بېكىتى‎，拉丁维文：Malen Poyiz Bëkiti）位于中华人民共和国新疆维吾尔自治区巴音郭楞蒙古自治州和硕县乌什塔拉回族乡，是南疆铁路吐库二线上的火车站，2015年2月1日客运业务开通、2015年6月货运业务开通，由乌鲁木齐铁路局管辖。

## 車站周邊
- 吐和高速公路

## 歷史
- 2015年2月1日客运业务开通。
- 2015年6月货运业务开通。

## 外部連結
- 中国铁路客户服务中心 （页面存档备份，存于）